# تپه قلعه قراجه قیه
تپه قلعه قراجه قیه مربوط به عصر مفرغ - دوره اشکانیان - دوره ساسانیان است و در شهرستان میانه، بخش مرکزی، دهستان اوچ تپه شرقی، چسبیده به غرب روستای قراجه قیه واقع شده و این اثر در تاریخ ۱۵ اسفند ۱۳۸۵ با شمارهٔ ثبت ۱۷۹۱۲ به‌عنوان یکی از آثار ملی ایران به ثبت رسیده است.